# Emmanuel Balliu
Emmanuel Frans Balliu (Gent, 17 december 1800 - aldaar, 9 oktober 1864) was een Belgisch advocaat, katholiek politicus en hoogleraar aan de Rijksuniversiteit Gent.

## Biografie
Emmanuel Balliu was een zoon van notaris Adriaan Frans Balliu en Isabella Aliet. Hij promoveerde in 1823 tot doctor in de rechten aan de Rijksuniversiteit Gent. Beroepshalve werd hij advocaat aan de balie van Gent. Van 1841 tot 1860 was hij lid van de tuchtraad van de advocatenorde.
In het voorjaar van 1830 verdedigde hij de katholieke journalist Adolphe Bartels, die samen met Louis de Potter en Jean-François Tielemans naar aanloop van de Belgische Revolutie terechtstond. Op 2 oktober 1830 benoemde het Voorlopig Bewind hem tot procureur des Konings in Gent, een ambt dat hij echter niet uitoefende. Ook in oktober werd Balliu als vertegenwoordiger van Oost-Vlaanderen lid van de grondwetscommissie die een ontwerp van een grondwet moest uitwerken. Tijdens de verkiezing van 3 november 1830 werd hij tot lid van het Nationaal Congres verkozen. Hij besloot echter niet te zetelen en werd door Louis Le Bègue vervangen. Op 4 februari 1831 zette het Voorlopig Bewind het Gentse stadsbestuur af en werd hij lid van de Commissie van Openbare Veiligheid, die met het bestuur van de stad werd belast. Ook dit mandaat aanvaardde Balliu niet. Hij zetelde wel in de Oost-Vlaamse provincieraadslid, van zijn verkiezing op 29 september 1836 tot zijn overlijden in 1864. Hij was een van de leidinggevende figuren binnen de Katholieke Partij.
In 1835 werd Balliu gewoon hoogleraar aan de Gentse universiteit. Hij doceerde er burgerlijk recht in het doctoraat en schreef onder meer een elfdelige Cours de droit civil. In 1841 verliet hij de universiteit. Wel bleef hij tot zijn overlijden advocaat.